# Temporada da NHL de 1954–55
A temporada da NHL de 1954–55 foi a 38.ª  temporada da National Hockey League (NHL). Seis times jogaram 70 partidas cada. O Detroit Red Wings foi o campeão da Stanley Cup ao bater o Montreal Canadiens por 4-3 na série final dos playoffs.
Art Ross anunciou no Encontro dos Governantes da liga que sua conexão com Boston terminaria no final de setembro. Como essa seria sua última aparição em um encontro da liga, ele aproveitou para agradecer aos governadores e outros associados com a liga durante os 30 anos em que ficou como administrador do clube de Boston por sua gentileza, cortesia e cooperação que recebeu, e estendeu seus desejos para o sucesso continuado da liga. Conn Smythe e Frank Selke vocalizaram os desejos de todos por Art Ross em sua aposentadoria. 

## Temporada Regular
Antes da temporada, o técnico dos Red Wings Tommy Ivan deixou o Detroit para se tornar administrador-geral doChicago Black Hawks, e Jimmy Skinner o substituiu no banco na Motor City. Uma das primeiras coisas que Ivan fez em Chicago foi estabelecer um sistema de coletividade, coisa que os Black Hawks nunca tiveram.
Em 3 de novembro, embora tenha sido vaiado durante a maior parte do jogo, Eric Nesterenko de Toronto marcou o gol de empate para salvar um empate de 1–1 com Detroit. A principal figura do jogo foi a  constante impertinência do árbitro Red Storey pelo assistente técnico dos Red Wings Ross "Lefty" Wilson. O dono dos Maple Leafs Conn Smythe exigiu que Wilson fosse multado em $1.000 pela liga. O presidente da NHL Clarence Campbell discordou, mas disse a Wilson para cortar isso, ou teria uma punição pesada. 
Em 2 de dezembro, no Detroit Olympia, Montreal bateu os Red Wings por 4–1. Maurice "Rocket" Richard marcou seu 398° gol e recebeu uma penalização por má conduta por uma discussão com o árbitro Bill Chadwick. Com dois minutos restando para jogar, uma briga generalizada explodiu na frente do banco de Detroit e ambos os times tiveram de ser enviados para os vestiários para esfriarem a cabeça. O técnico de Detroit Jimmy Skinner trocou socos com Butch Bouchard na confusão.
Em 18 de dezembro, Richard marcou seu 400° gol na carreira contra o goleiro de Chicago Al Rollins em uma vitória por 4–1 dos Canadiens sobre os Black Hawks.
Montreal e Toronto jogaram para um empate por 1–1 em 29 de dezembro, no Maple Leaf Gardens. Rocket Richard
foi muito ovacionado quando marcou seu 401° gol no fim do primeiro período. Com cinco minutos faltando para o fim da partida, Bob Bailey deu uma grande pancada em Richard próximo à parede, derrubando-o no chão. Richard foi atrás de Bailey e faíscas voaram antes de os juízes os restringirem. Richard tentou pegar o taco de um colega mas teve isso negado. Ele finalmente fugiu do juiz de linha George Hayes e bateu nele com uma luva vazia. A torcida o vaiou profusamente Richard, que havia sido ovacionado no primeiro período. Richard recebeu uma grande penalização e duas más condutas, igualmente a Bailey. Dez dias depois, Richard foi multado em $250 por seu ataque em Hayes.
Durante o duelo Montreal-Detroit no Dia de Ano Novo, o presidente da NHL Clarence Campbell 
foi ao banco de Detroit alertar o treinador de Detroit Jimmy Skinner sobre o uso de linguagem obscena por seus jogadores. Campbell foi dito para cuidar de seus negócios, e que ele era apenas um espectador. Campbell concordou que era um espectador, mas apenas tinha o interesse da liga em mente.
Em 22 de janeiro, os Leafs derrotaram Detroit por 3–1 no Maple Leaf Gardens quando Ted Lindsay enfrentou um problema. Um espectador agarrou o taco de Gordie Howe quando ele patinava, e o torcedor e Howe lutaram brevemente. Quando Howe patinou para longe, o torcedor fez uma tentativa infrutífera de atingir Howe. Naquele momento, Lindsay foi na direção e atingiu o espectador com seu taco. O presidente Campbell teve uma visão estúpida do ocorrido e suspendeu Lindsay por 10 dias (5 jogos). Lindsay apelou contra a suspensão, mas o Quadro de Governandes corroborou as ações de Campbell. 
Em um empate sem gols no Montreal Forum em 10 de março, um novo limpador de gelo e renovador da superfície chamado Zamboni foi usado pela primeira vez. A torcida não estava apreciando o estilo defensivo de Toronto na partida e jogou lixo, incluindo pé-de-porco, no gelo. 
Com três jogos faltando para o fim da temporada, Rocket Richard, o famoso artilheiro 50-em-50, envolveu-se em uma briga de tacos com Hal Laycoe do Boston Bruins e então deu um soco no juiz de linha Cliff Thompson, que o tentava conter. O presidente da NHL Clarence Campbell suspendeu Rocket pelos três jogos restantes e pelos playoffs. À época, os Canadiens lideravam, 2 pontos à frente dos Red Wings pelo primeiro lugar geral na NHL, e Richard tinha uma vantagem de dois pontos sobre o colega Bernie Geoffrion pela liderança de pontos na NHL. Geoffrion acabou passando Richard no total de pontos e recebeu o Troféu Art Ross como o líder de pontuação da NHL. Dois dias após Campbell promoveu a suspensão, Richard compareceu ao jogo no Montreal Forum entre os Canadiens e os Red Wings. Os Wings assumiram a liderança por 4–1, e então o presidente da NHL Clarence Campbell jogou sal na ferida da torcida quando apareceu no fim do primeiro período. Ele foi atingido por pés-de-porco e outros detritos, e um fã o esmurrou. Outro torcedor jogou um tomate em seu peito. Então um policial, percebendo que a vida do presidente estava em risco, jogou uma bomba de gás lacrimogênio próximo ao gol dos Canadiens durante a intermissão. Uma correria para as saídas começou, e o diretor de incêndio ordenou a interrupção do jogo pela segurança do público. O tumulto resultou na interrupção da partida e na transferência para o outro dia. Os Red Wings ganharam a partida e eventualmente ficaram no primeiro lugar geral da NHL pelo recorde de sete temporadas seguidas. Isso viria com um grande custo para os Red Wings, já que sua vitória na Stanley Cup seria a última até 1997.

### Classificação Final
Nota: PJ = Partidas Jogadas, V = Vitórias, D = Derrotas, E = Empates, Pts = Pontos, GP = Gols Pró, GC = Gols Contra

Times que se classificaram aos play-offs estão destacados em negrito
| National Hockey League | PJ | V  | D  | E  | Pts | GP  | GC  |
| ---------------------- | -- | -- | -- | -- | --- | --- | --- |
| Detroit Red Wings      | 70 | 42 | 17 | 11 | 95  | 204 | 134 |
| Montreal Canadiens     | 70 | 41 | 18 | 11 | 93  | 228 | 157 |
| Toronto Maple Leafs    | 70 | 24 | 24 | 22 | 70  | 147 | 135 |
| Boston Bruins          | 70 | 23 | 26 | 21 | 67  | 169 | 188 |
| New York Rangers       | 70 | 17 | 35 | 18 | 52  | 150 | 210 |
| Chicago Black Hawks    | 70 | 13 | 40 | 17 | 43  | 161 | 235 |

### Artilheiros
PJ = Partidas Jogadas, G = Gols, A = Assistências, Pts = Pontos, PEM = Penalizações em Minutos
| Jogador          | Time                | PJ | G  | A  | Pts | PEM |
| ---------------- | ------------------- | -- | -- | -- | --- | --- |
| Bernie Geoffrion | Montreal Canadiens  | 70 | 38 | 37 | 75  | 57  |
| Maurice Richard  | Montreal Canadiens  | 67 | 38 | 36 | 74  | 125 |
| Jean Beliveau    | Montreal Canadiens  | 70 | 37 | 36 | 73  | 58  |
| Earl Reibel      | Detroit Red Wings   | 70 | 25 | 41 | 66  | 15  |
| Gordie Howe      | Detroit Red Wings   | 64 | 29 | 33 | 62  | 68  |
| George Sullivan  | Chicago Black Hawks | 69 | 19 | 42 | 61  | 51  |
| Bert Olmstead    | Montreal Canadiens  | 70 | 10 | 48 | 58  | 103 |
| Sid Smith        | Toronto Maple Leafs | 70 | 33 | 21 | 54  | 14  |
| Ken Mosdell      | Montreal Canadiens  | 70 | 22 | 32 | 54  | 82  |
| Danny Lewicki    | New York Rangers    | 70 | 29 | 24 | 53  | 8   |

## Prêmios da NHL
| Troféu Príncipe de Gales:     | Detroit Red Wings                    |
| Troféu Art Ross:              | Bernie Geoffrion, Montreal Canadiens |
| Troféu Memorial Calder:       | Ed Litzenberger, Chicago Black Hawks |
| Troféu Memorial Hart:         | Ted Kennedy, Toronto Maple Leafs     |
| Troféu Memorial James Norris: | Doug Harvey, Montreal Canadiens      |
| Troféu Memorial Lady Byng:    | Sid Smith, Toronto Maple Leafs       |
| Troféu Vezina:                | Terry Sawchuk, Detroit Red Wings     |

### Times das Estrelas
| Primeiro Time                       | Position | Segundo Time                         |
| ----------------------------------- | -------- | ------------------------------------ |
| Harry Lumley, Toronto Maple Leafs   | G        | Terry Sawchuk, Detroit Red Wings     |
| Doug Harvey, Montreal Canadiens     | D        | Bob Goldham, Detroit Red Wings       |
| Red Kelly, Detroit Red Wings        | D        | Fern Flaman, Boston Bruins           |
| Jean Beliveau, Montreal Canadiens   | C        | Ken Mosdell, Montreal Canadiens      |
| Maurice Richard, Montreal Canadiens | RW       | Bernie Geoffrion, Montreal Canadiens |
| Sid Smith, Toronto Maple Leafs      | LW       | Danny Lewicki, New York Rangers      |

## Estreias
O seguinte é uma lista de jogadores importantes que jogaram seu primeiro jogo na NHL em 1954-55 (listados com seu primeiro time, asterisco(*) marca estreia nos play-offs):
- Don McKenney, Boston Bruins
- Don Cherry*, Boston Bruins (also his last season)
- Charlie Hodge, Montreal Canadiens
- Jean-Guy Talbot, Montreal Canadiens
- Lou Fontinato, New York Rangers
- Dick Duff, Toronto Maple Leafs

## Últimos Jogos
O seguinte é uma lista de jogadores importantes que jogaram seu último jogo na NHL em 1954-55 (listados com seu último time):
- Gus Bodnar, Boston Bruins
- Milt Schmidt, Boston Bruins
- Jim Henry, Boston Bruins
- Bill Mosienko, Chicago Black Hawks
- Paul Ronty, Montreal Canadiens
- Edgar Laprade, New York Rangers
- Bill Ezinicki, New York Rangers

## Ligações Externas
- Hockey Database
- NHL.com